# 육 (신학)
육, 육체, 살(flesh)은 성경에서 단순히 인간의 살 부위를 포함하여 동물의 살이 많은 부분을 묘사하는 데 자주 사용되며, 일반적으로 음식 규정 및 희생과 관련하여 사용된다. 가족이나 친족 관계에 대한 은유로 사용되는 빈도는 적고, (특히 기독교 전통에서) 죄악 경향을 설명하는 은유로 사용된다. 관련된 표현에서는 특정 죄를 "육체"를 의미하는 라틴어 caro, carnis에서 유래한 "육신적" 죄로 식별한다.

## 어원
육의 영단어 flesh라는 단어(게르만어 기원의 고대 영어 fl?sc에서 유래)는 히브리어 어휘집 bāśār 및 šĕēr, 그리스어 σάρξ(sárx) 및 κρέας(kréas)에서 번역되었다.

## 같이 보기
- 무상
- 유물론
- 죄 죽임
- 종교적 남성 할례
- 감각론
- 바니타스화